# 拟喙管巢蛛
拟喙管巢蛛（学名：Clubiona subrostrata）为管巢蛛科管巢蛛属的动物。在中国大陆，分布于福建等地。该物种的模式产地在福建崇安。